# Bibiana Steinhaus
Bibiana Steinhaus est une arbitre allemande de football née le 24 mars 1979 à Bad Lauterberg im Harz.

## Carrière
Bibiana Steinhaus, fonctionnaire de police à Hanovre, est une arbitre officiant dans le Championnat d'Allemagne de football féminin depuis 1999 et est une arbitre internationale depuis 2005. Elle arbitre trois matches du Championnat d'Europe de football féminin 2009. Elle fait partie des 16 arbitres retenues pour la Coupe du monde de football féminin 2011 en Allemagne. Elle y officie notamment le 17 juillet en tant qu'arbitre centrale lors de la finale, match opposant le Japon aux États-Unis.
De plus, Bibiana Steinhaus est la première arbitre féminine allemande à avoir officié lors d'un match homme en division 2 allemande,.
Bibiana Steinhaus est sélectionnée, pour la saison 2017-2018, pour être l'une des 24 arbitres du championnat d’Allemagne de première division. Le dimanche 10 septembre 2017, elle devient ainsi la première femme à arbitrer un match dans un grand championnat européen en officiant lors de la rencontre de Bundesliga entre le Hertha Berlin et le Werder Brême (1-1),.
La pionnière en ce qui concerne l'arbitrage est une Suissesse, Nicole Petignat, première femme arbitre d’une rencontre masculine pour le championnat de Suisse, puis au niveau européen, pour un match de tour préliminaire en Ligue Europa.
Elle est nommée pour arbitrer lors de la Coupe du monde féminine de football 2019 organisée en France.
Bibiana Steinhauss a arbitré le match France/Norvège du groupe A le 12 juin 2019 à Nice au cours duquel elle a accordé un penalty en faveur de la France.
Le 30 septembre 2020, elle arbitre son dernier match sur un terrain, la finale de la Supercoupe d'Allemagne ; elle continuera à officier en tant qu'arbitre vidéo en Bundesliga.

## Vie privée
Depuis 2016, Bibiana Steinhaus est la compagne de Howard Webb, ancien arbitre international anglais qui a notamment officié lors de la finale de la Coupe du monde en 2010.